# Superlega 2018-2019
La Superlega 2018-2019 si è svolta dal 14 ottobre 2018 al 14 maggio 2019: al torneo hanno partecipato quattordici squadre di club italiane e la vittoria finale è andata per la quinta volta alla Lube.

## Regolamento

### Formula
Le squadre hanno disputato un girone all'italiana, con gare di andata e ritorno, per un totale di ventisei giornate; al termine della regular season:
- Le prime otto classificate hanno acceduto ai play-off scudetto, strutturati in quarti di finale, giocati al meglio di due vittorie su tre gare, semifinali e finale, entrambe giocate al meglio di tre vittorie su cinque gare.
- Le ultime due classificate sono retrocesse in Serie A2[3].

### Criteri di classifica
Se il risultato finale è stato di 3-0 o 3-1 sono stati assegnati 3 punti alla squadra vincente e 0 a quella sconfitta, se il risultato finale è stato di 3-2 sono stati assegnati 2 punti alla squadra vincente e 1 a quella sconfitta.
L'ordine del posizionamento in classifica è stato definito in base a:
- Punti;
- Numero di partite vinte;
- Ratio dei set vinti/persi;
- Ratio dei punti realizzati/subiti.

## Squadre partecipanti
Al campionato di Superlega 2018-19 hanno partecipato quattordici squadre: quella neopromossa dalla Serie A2 è stata l'Emma Villas, vincitrice dei play-off promozione; una squadra che ha avuto il diritto di partecipazione, ossia il Piacenza, ha rinunciato all'iscrizione: al posto di questa non è stata ripescata alcuna squadra.
| Club               | Stagione | Città             | Impianto               | Stagione precedente                                                                     |
| ------------------ | -------- | ----------------- | ---------------------- | --------------------------------------------------------------------------------------- |
| Argos              | dettagli | Sora              | PalaCoccia             | 13ª in Superlega; ottavi di finale play-off 5º posto                                    |
| BluVolley Verona   | dettagli | Verona            | PalaOlimpia            | 5ª in Superlega; quarti di finale play-off scudetto; semifinali play-off 5º posto       |
| Callipo            | dettagli | Maierato          | PalaValentia           | 12ª in Superlega; quarti di finale play-off 5º posto                                    |
| Emma Villas        | dettagli | Siena             | PalaMensSana           | 3ª in Serie A2 (bianco)/6ª in pool A; vincitrice play-off promozione                    |
| Lube               | dettagli | Treia             | PalaCivitanova         | 2ª in Superlega; finale play-off scudetto                                               |
| Milano             | dettagli | Milano            | Palazzetto dello Sport | 10ª in Superlega; vincitrice play-off 5º posto                                          |
| Modena             | dettagli | Modena            | PalaPanini             | 3ª in Superlega; semifinali play-off scudetto                                           |
| New Mater          | dettagli | Castellana Grotte | PalaFlorio             | 14ª in Superlega; ottavi di finale play-off 5º posto                                    |
| Padova             | dettagli | Padova            | PalaSanLazzaro         | 9ª in Superlega; finale play-off 5º posto                                               |
| Porto Robur Costa  | dettagli | Ravenna           | PalaDeAndré            | 8ª in Superlega; quarti di finale play-off scudetto; quarti di finale play-off 5º posto |
| Powervolley Milano | dettagli | Milano            | PalaPiantanida         | 6ª in Superlega; quarti di finale play-off scudetto; quarti di finale play-off 5º posto |
| Sir Safety Perugia | dettagli | Perugia           | PalaEvangelisti        | 1ª in Superlega; campione d'Italia                                                      |
| Top Volley Latina  | dettagli | Latina            | Palazzetto dello Sport | 11ª in Superlega; semifinali play-off 5º posto                                          |
| Trentino           | dettagli | Trento            | PalaTrento             | 4ª in Superlega; semifinali play-off scudetto                                           |

## Torneo

### Regular season

#### Risultati
| Prima giornata |                                        |     |                            |
|                |                                        |     |                            |
| 14-10          | Sir Safety Perugia - Top Volley Latina | 3-0 | 25-18, 25-21, 25-22        |
| 14-10          | Modena - Argos                         | 3-0 | 25-18, 25-18, 25-18        |
| 14-10          | Trentino - Emma Villas                 | 3-0 | 25-20, 25-20, 25-22        |
| 13-10          | Porto Robur Costa - Powervolley Milano | 3-0 | 25-16, 25-14, 25-15        |
| 14-10          | Padova - Lube                          | 0-3 | 21-25, 18-25, 14-25        |
| 14-10          | Milano - BluVolley Verona              | 1-3 | 25-19, 23-25, 22-25, 23-25 |
| 14-10          | Callipo - New Mater                    | 3-1 | 25-21, 25-23, 22-25, 25-22 |

| Seconda giornata |                                       |     |                                   |
|                  |                                       |     |                                   |
| 21-10            | Lube - Porto Robur Costa              | 3-0 | 25-19, 25-23, 25-18               |
| 20-10            | BluVolley Verona - Sir Safety Perugia | 0-3 | 12-25, 17-25, 18-25               |
| 21-10            | Powervolley Milano - Padova           | 3-1 | 19-25, 25-23, 25-23, 28-26        |
| 21-10            | Top Volley Latina - Milano            | 1-3 | 24-26, 23-25, 25-22, 23-25        |
| 21-10            | Argos - Trentino                      | 1-3 | 22-25, 20-25, 25-22, 19-25        |
| 21-10            | New Mater - Modena                    | 2-3 | 17-25, 25-23, 19-25, 25-20, 10-15 |
| 23-10            | Emma Villas - Callipo                 | 2-3 | 32-30, 23-25, 30-32, 25-18, 13-15 |

| Terza giornata |                                        |     |                                   |
|                |                                        |     |                                   |
| 28-10          | Sir Safety Perugia - Trentino          | 3-1 | 17-25, 25-18, 26-24, 25-22        |
| 28-10          | BluVolley Verona - Lube                | 1-3 | 25-22, 21-25, 24-26, 19-25        |
| 27-10          | Powervolley Milano - Top Volley Latina | 2-3 | 25-22, 23-25, 20-25, 25-23, 11-15 |
| 28-10          | Porto Robur Costa - Modena             | 1-3 | 23-25, 25-18, 22-25, 16-25        |
| 28-10          | Padova - New Mater                     | 3-1 | 25-18, 25-16, 17-25, 25-18        |
| 28-10          | Callipo - Milano                       | 1-3 | 25-23, 23-25, 20-25, 16-25        |
| 28-10          | Emma Villas - Argos                    | 2-3 | 25-22, 23-25, 22-25, 25-22, 11-15 |

| Quarta giornata |                                 |     |                                   |
|                 |                                 |     |                                   |
| 01-11           | Lube - Sir Safety Perugia       | 0-3 | 22-25, 16-25, 18-25               |
| 01-11           | Modena - Powervolley Milano     | 3-0 | 25-15, 25-18, 25-17               |
| 01-11           | Trentino - Callipo              | 3-0 | 25-17, 25-21, 25-23               |
| 01-11           | Milano - Porto Robur Costa      | 3-1 | 25-19, 25-18, 20-25, 25-22        |
| 01-11           | Top Volley Latina - Emma Villas | 3-1 | 25-19, 25-18, 22-25, 25-22        |
| 01-11           | Argos - Padova                  | 3-0 | 25-23, 26-24, 25-19               |
| 05-12           | New Mater - BluVolley Verona    | 2-3 | 25-20, 23-25, 25-19, 19-25, 11-15 |

| Quinta giornata |                                  |     |                                   |
|                 |                                  |     |                                   |
| 04-11           | Sir Safety Perugia - Emma Villas | 3-1 | 23-25, 25-11, 30-28, 25-20        |
| 04-11           | Lube - Trentino                  | 3-2 | 22-25, 25-14, 22-25, 25-20, 15-13 |
| 04-11           | BluVolley Verona - Argos         | 3-0 | 25-18, 25-17, 28-26               |
| 04-11           | Powervolley Milano - New Mater   | 3-1 | 25-19, 25-17, 21-25, 25-19        |
| 04-11           | Porto Robur Costa - Callipo      | 3-1 | 26-28, 25-23, 26-24, 25-21        |
| 04-11           | Padova - Milano                  | 3-1 | 25-20, 25-22, 17-25, 25-16        |
| 04-11           | Top Volley Latina - Modena       | 0-3 | 23-25, 16-25, 18-25               |

| Sesta giornata |                                |     |                                   |
|                |                                |     |                                   |
| 07-11          | Modena - Padova                | 3-0 | 25-23, 25-18, 31-29               |
| 07-11          | Trentino - Top Volley Latina   | 3-0 | 25-19, 25-20, 25-19               |
| 07-11          | Porto Robur Costa - New Mater  | 3-1 | 25-22, 25-21, 24-26, 25-17        |
| 07-11          | Milano - Lube                  | 2-3 | 25-16, 21-25, 26-24, 16-25, 13-15 |
| 07-11          | Callipo - Sir Safety Perugia   | 0-3 | 23-25, 20-25, 21-25               |
| 07-11          | Argos - Powervolley Milano     | 1-3 | 25-22, 19-25, 17-25, 23-25        |
| 08-11          | Emma Villas - BluVolley Verona | 2-3 | 31-29, 15-25, 25-18, 18-25, 16-18 |

| Settima giornata |                                      |     |                                   |
|                  |                                      |     |                                   |
| 11-11            | Sir Safety Perugia - Modena          | 3-1 | 25-22, 25-22, 23-25, 25-16        |
| 11-11            | Lube - Argos                         | 3-0 | 25-23, 25-19, 25-23               |
| 11-11            | BluVolley Verona - Porto Robur Costa | 3-0 | 27-25, 29-27, 25-21               |
| 11-11            | Powervolley Milano - Milano          | 2-3 | 26-28, 17-25, 25-21, 26-24, 11-15 |
| 11-11            | Padova - Emma Villas                 | 3-1 | 26-24, 20-25, 25-23, 25-17        |
| 11-11            | Top Volley Latina - Callipo          | 3-2 | 22-25, 25-19, 25-23, 15-25, 15-13 |
| 11-11            | New Mater - Trentino                 | 2-3 | 25-23, 19-25, 22-25, 25-19, 10-15 |

| Ottava giornata |                                       |     |                                   |
|                 |                                       |     |                                   |
| 18-11           | Modena - Lube                         | 2-3 | 25-21, 29-31, 20-25, 27-25, 9-15  |
| 18-11           | Trentino - BluVolley Verona           | 3-0 | 25-16, 25-23, 25-18               |
| 18-11           | Porto Robur Costa - Top Volley Latina | 3-0 | 25-20, 25-20, 25-18               |
| 18-11           | Milano - Argos                        | 1-3 | 21-25, 25-17, 23-25, 23-25        |
| 17-11           | Callipo - Padova                      | 3-1 | 29-31, 25-20, 28-26, 25-22        |
| 18-11           | New Mater - Sir Safety Perugia        | 0-3 | 24-26, 21-25, 24-26               |
| 18-11           | Emma Villas - Powervolley Milano      | 3-2 | 25-23, 19-25, 25-20, 20-25, 15-13 |

| Nona giornata |                                       |     |                                   |
|               |                                       |     |                                   |
| 25-11         | Sir Safety Perugia - Milano           | 2-3 | 25-17, 23-25, 25-17, 20-25, 13-15 |
| 14-11         | Lube - Emma Villas                    | 3-1 | 32-30, 25-15, 20-25, 25-18        |
| 25-11         | Powervolley Milano - BluVolley Verona | 3-1 | 25-20, 25-20, 20-25, 25-19        |
| 24-11         | Padova - Trentino                     | 1-3 | 25-18, 21-25, 29-31, 19-25        |
| 25-11         | Top Volley Latina - New Mater         | 3-0 | 25-19, 25-21, 33-31               |
| 25-11         | Callipo - Modena                      | 0-3 | 19-25, 17-25, 14-25               |
| 25-11         | Argos - Porto Robur Costa             | 0-3 | 22-25, 15-25, 19-25               |

| Decima giornata |                                        |      |                                   |
|                 |                                        |      |                                   |
| 02-12           | Sir Safety Perugia - Porto Robur Costa | 3-0  | 25-11, 26-24, 25-18               |
| 12-12           | Lube - Top Volley Latina               | 3-0  | 25-23, 25-17, 25-18               |
| 12-12           | Trentino - Powervolley Milano          | 3-0' | 25-18, 25-16, 25-23               |
| 02-12           | BluVolley Verona - Padova              | 1-3  | 16-25, 25-20, 19-25, 15-25        |
| 02-12           | Milano - Modena                        | 0-3  | 23-25, 23-25, 25-27               |
| 02-12           | Argos - Callipo                        | 3-2  | 23-25, 25-18, 23-25, 25-23, 15-11 |
| 02-12           | Emma Villas - New Mater                | 3-1  | 30-28, 25-23, 21-25, 25-21        |

| Undicesima giornata |                              |     |                                   |
|                     |                              |     |                                   |
| 08-12               | Modena - Emma Villas         | 3-2 | 23-25, 25-22, 29-31, 25-22, 15-8  |
| 09-12               | Powervolley Milano - Lube    | 3-0 | 25-17, 25-22, 25-21               |
| 09-12               | Porto Robur Costa - Trentino | 1-3 | 21-25, 25-23, 13-25, 21-25        |
| 09-12               | Padova - Sir Safety Perugia  | 3-1 | 25-19, 25-18, 17-25, 29-27        |
| 09-12               | Top Volley Latina - Argos    | 3-1 | 25-19, 19-25, 25-21, 28-26        |
| 09-12               | Callipo - BluVolley Verona   | 2-3 | 27-25, 23-25, 31-29, 16-25, 10-15 |
| 08-12               | New Mater - Milano           | 2-3 | 25-23, 25-20, 21-25, 20-25, 9-15  |

| Dodicesima giornata |                                      |     |                            |
|                     |                                      |     |                            |
| 15-12               | Lube - New Mater                     | 3-1 | 25-22, 25-21, 17-25, 25-18 |
| 16-12               | Trentino - Modena                    | 3-1 | 24-26, 25-23, 25-23, 25-20 |
| 16-12               | BluVolley Verona - Top Volley Latina | 3-1 | 23-25, 28-26, 25-22, 25-17 |
| 16-12               | Powervolley Milano - Callipo         | 3-0 | 25-17, 25-21, 25-19        |
| 16-12               | Padova - Porto Robur Costa           | 3-0 | 25-19, 25-19, 25-14        |
| 16-12               | Argos - Sir Safety Perugia           | 1-3 | 25-22, 16-25, 18-25, 16-25 |
| 16-12               | Emma Villas - Milano                 | 1-3 | 24-26, 24-26, 25-19, 18-25 |

| Tredicesima giornata |                                         |     |                                   |
|                      |                                         |     |                                   |
| 23-12                | Sir Safety Perugia - Powervolley Milano | 3-0 | 25-20, 25-20, 25-13               |
| 23-12                | Modena - BluVolley Verona               | 3-1 | 26-24, 24-26, 25-23, 25-21        |
| 23-12                | Porto Robur Costa - Emma Villas         | 3-2 | 22-25, 25-23, 18-25, 25-19, 19-17 |
| 23-12                | Milano - Trentino                       | 2-3 | 25-22, 20-25, 25-21, 36-38, 8-15  |
| 23-12                | Top Volley Latina - Padova              | 3-1 | 20-25, 25-23, 25-21, 25-23        |
| 23-12                | Callipo - Lube                          | 0-3 | 14-25, 23-25, 20-25               |
| 23-12                | New Mater - Argos                       | 1-3 | 25-21, 25-27, 22-25, 18-25        |

| Quattordicesima giornata |                                        |     |                                   |
|                          |                                        |     |                                   |
| 26-12                    | Top Volley Latina - Sir Safety Perugia | 0-3 | 17-25, 19-25, 20-25               |
| 26-12                    | Argos - Modena                         | 2-3 | 28-30, 19-25, 25-23, 26-24, 11-15 |
| 26-12                    | Emma Villas - Trentino                 | 1-3 | 25-21, 17-25, 17-25, 16-25        |
| 26-12                    | Powervolley Milano - Porto Robur Costa | 3-2 | 19-25, 25-22, 27-25, 23-25, 15-12 |
| 26-12                    | Lube - Padova                          | 3-0 | 25-17, 25-23, 25-15               |
| 26-12                    | BluVolley Verona - Milano              | 3-0 | 25-20, 25-22, 25-14               |
| 26-12                    | New Mater - Callipo                    | 2-3 | 25-18, 23-25, 26-24, 25-27, 10-15 |

| Quindicesima giornata |                                       |     |                                  |
|                       |                                       |     |                                  |
| 30-12                 | Porto Robur Costa - Lube              | 0-3 | 16-25, 18-25, 20-25              |
| 30-12                 | Sir Safety Perugia - BluVolley Verona | 3-2 | 25-16, 21-25, 25-27, 26-24, 15-9 |
| 30-12                 | Padova - Powervolley Milano           | 1-3 | 23-25, 23-25, 25-15, 19-25       |
| 30-12                 | Milano - Top Volley Latina            | 3-1 | 20-25, 25-22, 25-23, 25-21       |
| 29-12                 | Trentino - Argos                      | 3-0 | 25-19, 25-11, 25-23              |
| 30-12                 | Modena - New Mater                    | 3-0 | 25-18, 25-18, 25-17              |
| 13-12                 | Callipo - Emma Villas                 | 3-0 | 25-22, 25-17, 26-24              |

| Sedicesima giornata |                                        |     |                                   |
|                     |                                        |     |                                   |
| 05-01               | Trentino - Sir Safety Perugia          | 3-0 | 25-23, 25-19, 35-33               |
| 06-01               | Lube - BluVolley Verona                | 3-2 | 23-25, 26-24, 23-25, 25-19, 15-12 |
| 06-01               | Top Volley Latina - Powervolley Milano | 1-3 | 25-22, 25-27, 23-25, 28-30        |
| 06-01               | Modena - Porto Robur Costa             | 3-0 | 26-24, 25-21, 25-17               |
| 06-01               | New Mater - Padova                     | 0-3 | 20-25, 30-32, 18-25               |
| 06-02               | Milano - Callipo                       | 3-0 | 25-19, 25-21, 25-17               |
| 08-02               | Argos - Emma Villas                    | 3-2 | 21-25, 28-26, 23-25, 25-21, 15-10 |

| Diciassettesima giornata |                                 |     |                                   |
|                          |                                 |     |                                   |
| 12-01                    | Sir Safety Perugia - Lube       | 3-1 | 25-23, 26-24, 18-25, 25-15        |
| 13-01                    | Powervolley Milano - Modena     | 3-0 | 25-22, 25-22, 25-20               |
| 13-01                    | Callipo - Trentino              | 0-3 | 23-25, 16-25, 18-25               |
| 12-01                    | Porto Robur Costa - Milano      | 3-2 | 25-21, 25-20, 19-25, 20-25, 15-13 |
| 13-01                    | Emma Villas - Top Volley Latina | 2-3 | 23-25, 25-20, 24-26, 25-17, 12-15 |
| 13-01                    | Padova - Argos                  | 3-2 | 25-18, 25-21, 24-26, 13-25, 15-6  |
| 13-01                    | BluVolley Verona - New Mater    | 3-1 | 25-21, 24-26, 25-18, 25-20        |

| Diciottesima giornata |                                  |     |                                   |
|                       |                                  |     |                                   |
| 20-01                 | Emma Villas - Sir Safety Perugia | 0-3 | 20-25, 20-25, 18-25               |
| 20-01                 | Trentino - Lube                  | 1-3 | 20-25, 25-23, 22-25, 20-25        |
| 20-01                 | Argos - BluVolley Verona         | 1-3 | 17-25, 25-18, 23-25, 22-25        |
| 16-01                 | New Mater - Powervolley Milano   | 2-3 | 25-27, 25-21, 22-25, 26-24, 13-15 |
| 20-01                 | Callipo - Porto Robur Costa      | 3-1 | 23-25, 25-16, 28-26, 25-22        |
| 19-01                 | Milano - Padova                  | 1-3 | 25-13, 28-30, 19-25, 20-25        |
| 20-01                 | Modena - Top Volley Latina       | 3-0 | 25-19, 25-21, 25-18               |

| Diciannovesima giornata |                                |     |                                   |
|                         |                                |     |                                   |
| 27-01                   | Padova - Modena                | 2-3 | 35-33, 23-25, 16-25, 25-23, 20-22 |
| 27-01                   | Top Volley Latina - Trentino   | 0-3 | 18-25, 15-25, 19-25               |
| 26-01                   | New Mater - Porto Robur Costa  | 1-3 | 25-20, 18-25, 28-30, 19-25        |
| 27-01                   | Lube - Milano                  | 3-0 | 25-21, 25-16, 25-18               |
| 27-01                   | Sir Safety Perugia - Callipo   | 3-0 | 25-17, 25-20, 25-20               |
| 29-01                   | Powervolley Milano - Argos     | 3-2 | 21-25, 16-25, 25-15, 25-18, 15-12 |
| 27-01                   | BluVolley Verona - Emma Villas | 3-1 | 25-22, 25-20, 22-25, 25-22        |

| Ventesima giornata |                                      |     |                                   |
|                    |                                      |     |                                   |
| 03-02              | Modena - Sir Safety Perugia          | 1-3 | 25-23, 18-25, 20-25, 21-25        |
| 03-02              | Argos - Lube                         | 0-3 | 20-25, 21-25, 22-25               |
| 02-02              | Porto Robur Costa - BluVolley Verona | 0-3 | 22-25, 22-25, 20-25               |
| 03-02              | Milano - Powervolley Milano          | 0-3 | 16-25, 21-25, 19-25               |
| 02-02              | Emma Villas - Padova                 | 2-3 | 21-25, 22-25, 25-21, 25-18, 11-15 |
| 03-02              | Callipo - Top Volley Latina          | 1-3 | 20-25, 21-25, 25-20, 24-26        |
| 03-02              | Trentino - New Mater                 | 3-0 | 25-18, 25-17, 25-20               |

| Ventunesima giornata |                                       |     |                                   |
|                      |                                       |     |                                   |
| 17-02                | Lube - Modena                         | 3-0 | 25-17, 25-14, 25-19               |
| 18-02                | BluVolley Verona - Trentino           | 3-2 | 21-25, 25-21, 21-25, 25-18, 16-14 |
| 17-02                | Top Volley Latina - Porto Robur Costa | 2-3 | 25-17, 19-25, 27-25, 21-25, 12-15 |
| 17-02                | Argos - Milano                        | 0-3 | 22-25, 19-25, 19-25               |
| 17-02                | Padova - Callipo                      | 3-0 | 25-16, 25-22, 25-15               |
| 17-02                | Sir Safety Perugia - New Mater        | 3-0 | 25-22, 25-23, 25-20               |
| 16-02                | Powervolley Milano - Emma Villas      | 3-1 | 18-25, 25-12, 32-30, 25-22        |

| Ventiduesima giornata |                                       |     |                                   |
|                       |                                       |     |                                   |
| 24-02                 | Milano - Sir Safety Perugia           | 0-3 | 22-25, 20-25, 20-25               |
| 24-02                 | Emma Villas - Lube                    | 1-3 | 13-25, 20-25, 28-26, 21-25        |
| 24-02                 | BluVolley Verona - Powervolley Milano | 0-3 | 24-26, 15-25, 19-25               |
| 23-02                 | Trentino - Padova                     | 3-0 | 25-23, 25-18, 25-16               |
| 24-02                 | New Mater - Top Volley Latina         | 3-2 | 25-23, 28-26, 15-25, 19-25, 17-15 |
| 24-02                 | Modena - Callipo                      | 3-1 | 22-25, 25-18, 25-18, 25-20        |
| 24-02                 | Porto Robur Costa - Argos             | 1-3 | 20-25, 22-25, 25-22, 20-25        |

| Ventitreesima giornata |                                        |     |                                   |
|                        |                                        |     |                                   |
| 03-03                  | Porto Robur Costa - Sir Safety Perugia | 0-3 | 19-25, 23-25, 22-25               |
| 03-03                  | Top Volley Latina - Lube               | 0-3 | 14-25, 15-25, 18-25               |
| 03-03                  | Powervolley Milano - Trentino          | 1-3 | 25-19, 19-25, 17-25, 23-25        |
| 03-03                  | Padova - BluVolley Verona              | 3-0 | 25-18, 25-19, 25-15               |
| 03-03                  | Modena - Milano                        | 1-3 | 22-25, 26-28, 25-20, 18-25        |
| 03-03                  | Callipo - Argos                        | 1-3 | 27-25, 16-25, 23-25, 20-25        |
| 02-03                  | New Mater - Emma Villas                | 3-2 | 28-26, 23-25, 16-25, 25-22, 15-13 |

| Ventiquattresima giornata |                              |     |                                   |
|                           |                              |     |                                   |
| 10-03                     | Emma Villas - Modena         | 2-3 | 14-25, 19-25, 29-27, 30-28, 9-15  |
| 09-03                     | Lube - Powervolley Milano    | 3-1 | 25-23, 23-25, 27-25, 25-21        |
| 10-03                     | Trentino - Porto Robur Costa | 3-0 | 25-23, 25-17, 25-22               |
| 09-03                     | Sir Safety Perugia - Padova  | 3-0 | 25-19, 25-18, 25-22               |
| 10-03                     | Argos - Top Volley Latina    | 2-3 | 25-21, 25-19, 22-25, 23-25, 15-17 |
| 10-03                     | BluVolley Verona - Callipo   | 3-0 | 25-21, 25-16, 25-15               |
| 10-03                     | Milano - New Mater           | 3-1 | 23-25, 25-15, 25-19, 26-24        |

| Venticinquesima giornata |                                      |     |                                   |
|                          |                                      |     |                                   |
| 17-03                    | New Mater - Lube                     | 0-3 | 24-26, 19-25, 16-25               |
| 17-03                    | Modena - Trentino                    | 0-3 | 19-25, 17-25, 22-25               |
| 17-03                    | Top Volley Latina - BluVolley Verona | 1-3 | 25-23, 14-25, 21-25, 35-37        |
| 17-03                    | Callipo - Powervolley Milano         | 2-3 | 16-25, 21-25, 26-24, 25-22, 12-15 |
| 17-03                    | Porto Robur Costa - Padova           | 2-3 | 26-28, 19-25, 25-16, 25-12, 12-15 |
| 17-03                    | Sir Safety Perugia - Argos           | 3-1 | 20-25, 25-21, 25-20, 25-12        |
| 16-03                    | Milano - Emma Villas                 | 3-1 | 22-25, 25-23, 25-19, 25-20        |

| Ventiseiesima giornata |                                         |     |                                   |
|                        |                                         |     |                                   |
| 24-03                  | Powervolley Milano - Sir Safety Perugia | 3-2 | 16-25, 25-22, 18-25, 25-19, 15-10 |
| 24-03                  | BluVolley Verona - Modena               | 2-3 | 15-25, 20-25, 25-23, 25-19, 12-15 |
| 24-03                  | Emma Villas - Porto Robur Costa         | 3-2 | 18-25, 25-23, 26-28, 25-14, 15-12 |
| 23-03                  | Trentino - Milano                       | 3-1 | 25-17, 23-25, 25-20, 25-18        |
| 24-03                  | Padova - Top Volley Latina              | 3-0 | 25-21, 26-24, 25-23               |
| 24-03                  | Lube - Callipo                          | 3-0 | 28-26, 25-22, 25-15               |
| 24-03                  | Argos - New Mater                       | 3-0 | 25-20, 25-14, 25-19               |

#### Classifica
| Pos. | Squadra            | Pt | G  | V  | P  | SV | SP | Ratio | PF    | PS    | Ratio |
| ---- | ------------------ | -- | -- | -- | -- | -- | -- | ----- | ----- | ----- | ----- |
| 1.   | Sir Safety Perugia | 67 | 26 | 22 | 4  | 71 | 21 | 3,380 | 2 214 | 1 886 | 1,173 |
| 2.   | Trentino           | 66 | 26 | 22 | 4  | 72 | 23 | 3,130 | 2 270 | 1 978 | 1,147 |
| 3.   | Lube               | 65 | 26 | 23 | 3  | 70 | 23 | 3,043 | 2 216 | 1 922 | 1,152 |
| 4.   | Modena             | 49 | 26 | 18 | 8  | 60 | 39 | 1,538 | 2 305 | 2 151 | 1,071 |
| 5.   | Powervolley Milano | 49 | 26 | 17 | 9  | 59 | 44 | 1,340 | 2 286 | 2 257 | 1,012 |
| 6.   | BluVolley Verona   | 44 | 26 | 15 | 11 | 55 | 47 | 1,170 | 2 283 | 2 283 | 1,000 |
| 7.   | Padova             | 40 | 26 | 14 | 12 | 49 | 48 | 1,020 | 2 200 | 2 178 | 1,010 |
| 8.   | Milano             | 39 | 26 | 13 | 13 | 50 | 53 | 0,943 | 2 305 | 2 310 | 0,997 |
| 9.   | Argos              | 28 | 26 | 9  | 17 | 41 | 61 | 0,672 | 2 193 | 2 321 | 0,944 |
| 10.  | Porto Robur Costa  | 27 | 26 | 9  | 17 | 38 | 60 | 0,633 | 2 134 | 2 229 | 0,957 |
| 11.  | Top Volley Latina  | 25 | 26 | 9  | 17 | 36 | 63 | 0,571 | 2 153 | 2 326 | 0,925 |
| 12.  | Callipo            | 20 | 26 | 6  | 20 | 31 | 67 | 0,462 | 2 089 | 2 338 | 0,893 |
| 13.  | Emma Villas        | 17 | 26 | 3  | 23 | 39 | 74 | 0,527 | 2 438 | 2 632 | 0,926 |
| 14.  | New Mater          | 10 | 26 | 2  | 24 | 28 | 76 | 0,368 | 2 189 | 2 464 | 0,888 |

      Qualificata ai play-off scudetto.
      Retrocessa in Serie A2.

### Play-off scudetto

#### Tabellone
|  | Quarti di finale | Quarti di finale   | Quarti di finale | Quarti di finale | Quarti di finale |  |   | Semifinali         | Semifinali | Semifinali | Semifinali | Semifinali | Semifinali | Semifinali |   |                    | Finale | Finale | Finale | Finale | Finale | Finale | Finale |
|  |                  |                    |                  |                  |                  |  |   |                    |            |            |            |            |            |            |   |                    |        |        |        |        |        |        |        |
|  | 1                | Sir Safety Perugia | 3                | 2                | 3                |  |   |                    |            |            |            |            |            |            |   |                    |        |        |        |        |        |        |        |
|  | 1                | Sir Safety Perugia | 3                | 2                | 3                |  |   |                    |            |            |            |            |            |            |   |                    |        |        |        |        |        |        |        |
|  | 8                | Milano             | 0                | 3                | 0                |  |   |                    |            |            |            |            |            |            |   |                    |        |        |        |        |        |        |        |
|  | 8                | Milano             | 0                | 3                | 0                |  | 1 | Sir Safety Perugia | 3          | 2          | 3          | 0          | 3          |            |   |                    |        |        |        |        |        |        |        |
|  |                  |                    |                  |                  |                  |  | 1 | Sir Safety Perugia | 3          | 2          | 3          | 0          | 3          |            |   |                    |        |        |        |        |        |        |        |
|  |                  |                    |                  |                  |                  |  |   | 4                  | Modena     | 1          | 3          | 1          | 3          | 2          |   |                    |        |        |        |        |        |        |        |
|  | 4                | Modena             | 3                | 3                |                  |  |   | 4                  | Modena     | 1          | 3          | 1          | 3          | 2          |   |                    |        |        |        |        |        |        |        |
|  | 4                | Modena             | 3                | 3                |                  |  |   |                    |            |            |            |            |            |            |   |                    |        |        |        |        |        |        |        |
|  | 5                | Powervolley Milano | 0                | 1                |                  |  |   |                    |            |            |            |            |            |            |   |                    |        |        |        |        |        |        |        |
|  | 5                | Powervolley Milano | 0                | 1                |                  |  |   |                    |            |            |            |            |            |            | 1 | Sir Safety Perugia | 3      | 1      | 3      | 0      | 2      |        |        |
|  |                  |                    |                  |                  |                  |  |   |                    |            |            |            |            |            |            | 1 | Sir Safety Perugia | 3      | 1      | 3      | 0      | 2      |        |        |
|  |                  |                    |                  |                  |                  |  |   |                    |            |            |            |            |            |            |   |                    | 3      | Lube   | 0      | 3      | 0      | 3      | 3      |
|  | 2                | Trentino           | 3                | 0                | 3                |  |   |                    |            |            |            |            |            |            |   |                    | 3      | Lube   | 0      | 3      | 0      | 3      | 3      |
|  | 2                | Trentino           | 3                | 0                | 3                |  |   |                    |            |            |            |            |            |            |   |                    |        |        |        |        |        |        |        |
|  | 7                | Padova             | 0                | 3                | 0                |  |   |                    |            |            |            |            |            |            |   |                    |        |        |        |        |        |        |        |
|  | 7                | Padova             | 0                | 3                | 0                |  | 2 | Trentino           | 2          | 1          | 3          | 0          |            |            |   |                    |        |        |        |        |        |        |        |
|  |                  |                    |                  |                  |                  |  | 2 | Trentino           | 2          | 1          | 3          | 0          |            |            |   |                    |        |        |        |        |        |        |        |
|  |                  |                    |                  |                  |                  |  |   | 3                  | Lube       | 3          | 3          | 2          | 3          |            |   |                    |        |        |        |        |        |        |        |
|  | 3                | Lube               | 3                | 3                |                  |  |   | 3                  | Lube       | 3          | 3          | 2          | 3          |            |   |                    |        |        |        |        |        |        |        |
|  | 3                | Lube               | 3                | 3                |                  |  |   |                    |            |            |            |            |            |            |   |                    |        |        |        |        |        |        |        |
|  | 6                | BluVolley Verona   | 2                | 1                |                  |  |   |                    |            |            |            |            |            |            |   |                    |        |        |        |        |        |        |        |
|  | 6                | BluVolley Verona   | 2                | 1                |                  |  |   |                    |            |            |            |            |            |            |   |                    |        |        |        |        |        |        |        |

#### Risultati

##### Quarti di finale
| Gara 1 |                             |     |                                   |
|        |                             |     |                                   |
| 31-03  | Sir Safety Perugia - Milano | 3-0 | 31-29, 25-16, 25-11               |
| 30-03  | Modena - Powervolley Milano | 3-0 | 25-20, 25-14, 27-25               |
| 31-03  | Trentino - Padova           | 3-0 | 25-21, 25-20, 25-23               |
| 31-03  | Lube - BluVolley Verona     | 3-2 | 32-30, 25-20, 22-25, 23-25, 18-16 |

| Gara 2 |                             |     |                                   |
|        |                             |     |                                   |
| 07-04  | Milano - Sir Safety Perugia | 3-2 | 25-17, 25-27, 25-20, 22-25, 15-12 |
| 06-04  | Powervolley Milano - Modena | 1-3 | 25-17, 20-25, 21-25, 20-25        |
| 07-04  | Padova - Trentino           | 3-0 | 25-22, 26-24, 25-22               |
| 07-04  | BluVolley Verona - Lube     | 1-3 | 20-25, 23-25, 25-21, 17-25        |

| Gara 3 |                             |     |                     |
|        |                             |     |                     |
| 13-04  | Sir Safety Perugia - Milano | 3-0 | 25-22, 25-22, 25-17 |
| 13-04  | Trentino - Padova           | 3-0 | 25-18, 25-23, 25-17 |

##### Semifinali
| Gara 1 |                             |     |                                   |
|        |                             |     |                                   |
| 16-04  | Sir Safety Perugia - Modena | 3-1 | 25-15, 26-24, 21-25, 26-24        |
| 16-04  | Trentino - Lube             | 2-3 | 25-20, 23-25, 25-19, 26-28, 19-21 |

| Gara 2 |                             |     |                                  |
|        |                             |     |                                  |
| 19-04  | Modena - Sir Safety Perugia | 3-2 | 19-25, 25-22, 25-22, 23-25, 15-9 |
| 19-04  | Lube - Trentino             | 3-1 | 16-25, 25-18, 25-23, 25-13       |

| Gara 3 |                             |     |                                   |
|        |                             |     |                                   |
| 22-04  | Sir Safety Perugia - Modena | 3-1 | 21-25, 25-17, 27-25, 25-22        |
| 22-04  | Trentino - Lube             | 3-2 | 23-25, 25-22, 24-26, 25-23, 16-14 |

| Gara 4 |                             |     |                     |
|        |                             |     |                     |
| 25-04  | Modena - Sir Safety Perugia | 3-0 | 25-19, 25-23, 25-17 |
| 25-04  | Lube - Trentino             | 3-0 | 25-21, 25-19, 31-29 |

| Gara 5 |                             |     |                                  |
|        |                             |     |                                  |
| 28-04  | Sir Safety Perugia - Modena | 3-2 | 19-25, 27-25, 23-25, 25-20, 15-8 |

##### Finale
| Gara 1 |                           |     |                     |
|        |                           |     |                     |
| 01-05  | Sir Safety Perugia - Lube | 3-0 | 25-13, 25-18, 25-18 |

| Gara 2 |                           |     |                            |
|        |                           |     |                            |
| 05-05  | Lube - Sir Safety Perugia | 3-1 | 25-19, 22-25, 25-22, 25-19 |

| Gara 3 |                           |     |                     |
|        |                           |     |                     |
| 08-05  | Sir Safety Perugia - Lube | 3-0 | 25-17, 25-20, 25-18 |

| Gara 4 |                           |     |                     |
|        |                           |     |                     |
| 11-05  | Lube - Sir Safety Perugia | 3-0 | 25-20, 25-21, 25-19 |

| Gara 5 |                           |     |                                   |
|        |                           |     |                                   |
| 14-05  | Sir Safety Perugia - Lube | 2-3 | 25-22, 25-21, 12-25, 21-25, 10-15 |

## Verdetti
| Squadra            | Qualificazione           |
| ------------------ | ------------------------ |
| Lube               | Champions League 2019-20 |
| Sir Safety Perugia | Champions League 2019-20 |
| Trentino           | Champions League 2019-20 |
| Modena             | Coppa CEV 2019-20        |
| Powervolley Milano | Challenge Cup 2019-20    |
| Emma Villas        | Serie A2 2019-20         |
| New Mater          | Serie A2 2019-20         |

## Premi individuali
| Premio                 | Nome                 | Squadra            |
| ---------------------- | -------------------- | ------------------ |
| MVP                    | Osmany Juantorena    | Lube               |
| Miglior allenatore     | Ferdinando De Giorgi | Lube               |
| Miglior Under-23       | Roberto Russo        | Porto Robur Costa  |
| Miglior pubblico       | -                    | Modena             |
| Miglior arbitro        | Andrea Puecher       | -                  |
| Miglior realizzatore   | Dušan Petković       | Argos              |
| Miglior addetto stampa | Carlo Perri          | Lube               |
| Passione per lo sport  | Leandro De Sanctis   | -                  |
| Miglior ricezione      | Santiago Danani      | Padova             |
| Miglior servizio       | Osmany Juantorena    | Lube               |
| Miglior attaccante     | Wilfredo León        | Sir Safety Perugia |
| Miglior centrale       | Sebastián Solé       | BluVolley Verona   |
| Miglior servizio       | Wilfredo León        | Sir Safety Perugia |
| Miglior muro           | Sebastián Solé       | BluVolley Verona   |
| Miglior attaccante     | Dušan Petković       | Argos              |

## Statistiche
| Rendimento individuale | Rendimento individuale  | Rendimento individuale | Rendimento individuale |
| Pos.                   | Nome                    | Punti                  | Squadra                |
| ---------------------- | ----------------------- | ---------------------- | ---------------------- |
| 1                      | Dušan Petković          | 590                    | Argos                  |
| 2                      | Fernando Hernández      | 561                    | Emma Villas            |
| 3                      | Mohamed Al Hachdadi     | 515                    | Callipo                |
| 4                      | Stéphen Boyer           | 499                    | BluVolley Verona       |
| 5                      | Kamil Rychlicki         | 494                    | Porto Robur Costa      |
| 6                      | Wilfredo León           | 454                    | Sir Safety Perugia     |
| 7                      | Aleksandar Atanasijević | 438                    | Sir Safety Perugia     |
| 8                      | Donovan Džavoronok      | 395                    | Milano                 |
| 9                      | Ivan Zaytsev            | 391                    | Modena                 |
| 10                     | Maurice Torres          | 384                    | Padova                 |

| Attacchi vincenti | Attacchi vincenti       | Attacchi vincenti | Attacchi vincenti  |
| Pos.              | Nome                    | Punti             | Squadra            |
| ----------------- | ----------------------- | ----------------- | ------------------ |
| 1                 | Dušan Petković          | 525               | Argos              |
| 2                 | Fernando Hernández      | 484               | Emma Villas        |
| 3                 | Mohamed Al Hachdadi     | 467               | Callipo            |
| 4                 | Kamil Rychlicki         | 446               | Porto Robur Costa  |
| 5                 | Stéphen Boyer           | 407               | BluVolley Verona   |
| 6                 | Aleksandar Atanasijević | 350               | Sir Safety Perugia |
| 7                 | Wilfredo León           | 341               | Sir Safety Perugia |
| 8                 | Ivan Zaytsev            | 327               | Modena             |
| 9                 | Donovan Džavoronok      | 317               | Milano             |
| 10                | Maurice Torres          | 314               | Padova             |

| Muri vincenti | Muri vincenti     | Muri vincenti | Muri vincenti      |
| Pos.          | Nome              | Punti         | Squadra            |
| ------------- | ----------------- | ------------- | ------------------ |
| 1             | Sebastián Solé    | 73            | BluVolley Verona   |
| 2             | Viktor Josifov    | 70            | Milano             |
| 3             | Stefano Mengozzi  | 65            | Callipo            |
| 4             | Marco Volpato     | 53            | Padova             |
| 4             | Stéphen Boyer     | 53            | BluVolley Verona   |
| 4             | Aidan Zingel      | 53            | New Mater          |
| 7             | Pieter Verhees    | 52            | Porto Robur Costa  |
| 8             | Roberto Russo     | 51            | Porto Robur Costa  |
| 9             | Alberto Polo      | 50            | Padova             |
| 10            | Marko Podraščanin | 49            | Sir Safety Perugia |
| 10            | Davide Candellaro | 49            | Trentino           |

| Battute vincenti | Battute vincenti        | Battute vincenti | Battute vincenti   |
| Pos.             | Nome                    | Punti            | Squadra            |
| ---------------- | ----------------------- | ---------------- | ------------------ |
| 1                | Wilfredo León           | 94               | Sir Safety Perugia |
| 2                | Aleksandar Atanasijević | 64               | Sir Safety Perugia |
| 3                | Jurij Hladyr            | 49               | Emma Villas        |
| 4                | Oleh Plotnyc'kyj        | 48               | Milano             |
| 5                | Donovan Džavoronok      | 47               | Milano             |
| 6                | Todor Skrimov           | 45               | Callipo            |
| 7                | Dušan Petković          | 43               | Argos              |
| 8                | Ivan Zaytsev            | 42               | Modena             |
| 9                | Fernando Hernández      | 40               | Emma Villas        |
| 10               | Nimir Abdel-Aziz        | 39               | Powervolley Milano |
| 10               | Stéphen Boyer           | 39               | BluVolley Verona   |

| Ricezioni perfette | Ricezioni perfette   | Ricezioni perfette | Ricezioni perfette |
| Pos.               | Nome                 | Prf.               | Squadra            |
| ------------------ | -------------------- | ------------------ | ------------------ |
| 1                  | João Rafael Ferreira | 190                | Argos              |
| 2                  | Jenia Grebennikov    | 182                | Trentino           |
| 3                  | Donovan Džavoronok   | 176                | Milano             |
| 4                  | Santiago Danani      | 175                | Padova             |
| 5                  | Wojciech Włodarczyk  | 172                | New Mater          |
| 6                  | Domenico Cavaccini   | 167                | New Mater          |
| 7                  | Salvatore Rossini    | 162                | Modena             |
| 8                  | Todor Skrimov        | 159                | Callipo            |
| 9                  | Yūki Ishikawa        | 159                | Emma Villas        |
| 10                 | Tine Urnaut          | 153                | Modena             |

NB: I dati sono riferiti esclusivamente alla regular season.